# Danh sách tập phim Yo-kai Watch
Đây là danh sách tập của xê-ri anime Yo-Kai Watch (Đồng hồ yêu quái) dựa trên trò chơi điện tử cùng tên phát triển bởi Level-5. Phim được phát sóng trên TXN tại Nhật Bản từ 8 tháng 1 năm 2014  và tại Việt Nam phim được phát sóng trên VTV2 vào 10 giờ 40 phút thứ bảy và chủ nhật hàng tuần từ 2 tháng 4 năm 2016 với phiên bản lồng tiếng Việt

## Danh sách tập

### Năm 2014
| #  | Tên tập phim                                                                                         | Ngày phát sóng gốc   | Ngày phát sóng tiếng Việt |
| -- | --- | -------------------- | ------------------------- |
| 1  | "Yōkai ga Iru!" (妖怪がいる!)                                                                        | 8 tháng 1 năm 2014   | 2 tháng 4 năm 2016        |
| 1  | "Kyōfu no Kōsaten" (恐怖の交差点)                                                                    | 8 tháng 1 năm 2014   | 2 tháng 4 năm 2016        |
| 2  | "Chōyūmei na Aitsu" (超有名なアイツ)                                                                 | 15 tháng 1 năm 2014  | 3 tháng 4 năm 2016        |
| 2  | "Nande Sore Itchau no!?" (なんでそれ言っちゃうの!?)                                                  | 15 tháng 1 năm 2014  | 3 tháng 4 năm 2016        |
| 2  | "Fumi-chan no Yūutsu" (フミちゃんの憂鬱)                                                             | 15 tháng 1 năm 2014  | 3 tháng 4 năm 2016        |
| 3  | "Rea na Aitsu" (レアなアイツ)                                                                        | 22 tháng 1 năm 2014  | 9 tháng 4 năm 2016        |
| 3  | "Yōkai Jinmenken" (妖怪じんめん犬)                                                                   | 22 tháng 1 năm 2014  | 9 tháng 4 năm 2016        |
| 3  | "Temē Gurerurin!" (てめーもグレるりん!)                                                              | 22 tháng 1 năm 2014  | 9 tháng 4 năm 2016        |
| 3  | "Yōkai Jinmenken Part2" (妖怪じんめん犬 Part2)                                                       | 22 tháng 1 năm 2014  | 9 tháng 4 năm 2016        |
| 4  | "Yōkai Daijiten" (妖怪大辞典)                                                                        | 29 tháng 1 năm 2014  | 10 tháng 4 năm 2016       |
| 4  | "Yōkai Himojii" (妖怪ひも爺)                                                                         | 29 tháng 1 năm 2014  | 10 tháng 4 năm 2016       |
| 4  | "Yōkai Wasurenbō" (妖怪わすれん帽)                                                                   | 29 tháng 1 năm 2014  | 10 tháng 4 năm 2016       |
| 4  | "Jinmenken Part3" (じんめん犬 Part3)                                                                 | 29 tháng 1 năm 2014  | 10 tháng 4 năm 2016       |
| 5  | "Jinmenken Part4" (じんめん犬 Part4)                                                                 | 5 tháng 2 năm 2014   | 16 tháng 4 năm 2016       |
| 5  | "Yōkai Maborōshi" (妖怪まぼ老師)                                                                     | 5 tháng 2 năm 2014   | 16 tháng 4 năm 2016       |
| 5  | "Oharai Shiyō!" (おはらいしよう!)                                                                    | 5 tháng 2 năm 2014   | 16 tháng 4 năm 2016       |
| 6  | "Jinmenken Part5" (じんめん犬 Part5)                                                                 | 19 tháng 2 năm 2014  | 17 tháng 4 năm 2016       |
| 6  | "Yōkai Merameraion" (妖怪メラメライオン)                                                             | 19 tháng 2 năm 2014  | 17 tháng 4 năm 2016       |
| 6  | "Yōkai Negatibūn" (妖怪ネガティブーン)                                                               | 19 tháng 2 năm 2014  | 17 tháng 4 năm 2016       |
| 6  | "Kindan no Otomarikai" (禁断のお泊り会)                                                              | 19 tháng 2 năm 2014  | 17 tháng 4 năm 2016       |
| 7  | "Jinmenken Part6" (じんめん犬 Part6)                                                                 | 26 tháng 2 năm 2004  | 23 tháng 4 năm 2016       |
| 7  | "Komasan ga Kita!" (コマさんがきた!)                                                                 | 26 tháng 2 năm 2004  | 23 tháng 4 năm 2016       |
| 7  | "Yōkai MitoMEN" (妖怪認MEN)                                                                          | 26 tháng 2 năm 2004  | 23 tháng 4 năm 2016       |
| 8  | "Jinmenken Part7" (じんめん犬 Part7)                                                                 | 5 tháng 3 năm 2014   | 24 tháng 4 năm 2016       |
| 8  | "Yōkai Morezō" (妖怪モレゾウ)                                                                        | 5 tháng 3 năm 2014   | 24 tháng 4 năm 2016       |
| 8  | "Yo-kai Hidabat" "Yōkai Hikikōmori" (妖怪ヒキコウモリ)                                               | 5 tháng 3 năm 2014   | 24 tháng 4 năm 2016       |
| 9  | "Komasan ~Saikaihen~" (コマさん ～再会編～)                                                          | 12 tháng 3 năm 2014  | 30 tháng 4 năm 2016       |
| 9  | "Yōkai Semimaru" (妖怪セミまる)                                                                      | 12 tháng 3 năm 2014  | 30 tháng 4 năm 2016       |
| 9  | "Robonyan Shidō!" (ロボニャン始動!)                                                                  | 12 tháng 3 năm 2014  | 30 tháng 4 năm 2016       |
| 10 | "Komasan ~Hajimete no Machiawase-hen~" (コマさん ～はじめての待ち合わせ編～)                         | 19 tháng 3 năm 2014  | 1 tháng 5 năm 2016        |
| 10 | "Yōkai Tohohogisu" (妖怪トホホギス)                                                                  | 19 tháng 3 năm 2014  | 1 tháng 5 năm 2016        |
| 10 | "Rejendo Yōkai! Bushinyan Kenzan!" (レジェンド妖怪! ブシニャン見参!)                                 | 19 tháng 3 năm 2014  | 1 tháng 5 năm 2016        |
| 11 | "Komasan ~Hajimete no Kaisatsu-hen~" (コマさん ～はじめての改札編～)                                 | 26 tháng 3 năm 2014  | 7 tháng 5 năm 2016        |
| 11 | "Yōkai Mudazukai" (妖怪ムダヅカイ)                                                                   | 26 tháng 3 năm 2014  | 7 tháng 5 năm 2016        |
| 11 | "Yōkai Murikabe" (妖怪ムリカベ)                                                                      | 26 tháng 3 năm 2014  | 7 tháng 5 năm 2016        |
| 11 | "Yoyaku! Aitsu ga Kaettekuru!" (予告! アイツが帰ってくる!)                                           | 26 tháng 3 năm 2014  | 7 tháng 5 năm 2016        |
| 12 | "Komasan ~Hajimete no Kētai-hen~" (コマさん ～はじめてのケータイ編～)                                | 4 tháng 4 năm 2014   | 8 tháng 5 năm 2016        |
| 12 | "Yōkai Onarazumono" (妖怪おならず者)                                                                 | 4 tháng 4 năm 2014   | 8 tháng 5 năm 2016        |
| 12 | "Jinmenken Shīzun 2 Inu Dassō Episode1" (じんめん犬シーズン2 犬脱走 Episode1)                        | 4 tháng 4 năm 2014   | 8 tháng 5 năm 2016        |
| 13 | "Komasan ~Hajimete no Fasuto Fūdo-hen~" (コマさん ～はじめてのファストフード編～)                    | 11 tháng 4 năm 2014  | 14 tháng 5 năm 2016       |
| 13 | "Yōkai Kuchidake-onna" (妖怪口だけおんな)                                                            | 11 tháng 4 năm 2014  | 14 tháng 5 năm 2016       |
| 13 | "Yo-kai Dancers" "Yōkai Dansāzu" (妖怪ダンサーズ)                                                    | 11 tháng 4 năm 2014  | 14 tháng 5 năm 2016       |
| 13 | "Jinmenken Shīzun 2 Inu Dassō Episode2" (じんめん犬シーズン2 犬脱走 Episode2)                        | 11 tháng 4 năm 2014  | 14 tháng 5 năm 2016       |
| 14 | "Komasan ~Hajimete no Tawā-hen~" (コマさん ～はじめてのタワー編～)                                   | 18 tháng 4 năm 2014  | 15 tháng 5 năm 2016       |
| 14 | "Yōkai Sharekofujin to Yōkai Jimī" (妖怪しゃれこ婦人と妖怪ジミー)                                    | 18 tháng 4 năm 2014  | 15 tháng 5 năm 2016       |
| 14 | "Jinmenken Shīzun 2 Inu Dassō Episode3" (じんめん犬シーズン2 犬脱走 Episode3)                        | 18 tháng 4 năm 2014  | 15 tháng 5 năm 2016       |
| 15 | "Komasan ~Hajimete no Yoasobi-hen~" (コマさん ～はじめての夜遊び編～)                                | 25 tháng 4 năm 2014  | 21 tháng 5 năm 2016       |
| 15 | "Yōkai Nobosetonman" (妖怪のぼせトンマン)                                                            | 25 tháng 4 năm 2014  | 21 tháng 5 năm 2016       |
| 15 | "Yōkai Nagabana" (妖怪ナガバナ)                                                                      | 25 tháng 4 năm 2014  | 21 tháng 5 năm 2016       |
| 15 | "Jinmenken Shīzun 2 Inu Dassō Episode4" (じんめん犬シーズン2 犬脱走 Episode4)                        | 25 tháng 4 năm 2014  | 21 tháng 5 năm 2016       |
| 16 | "Gōruden Wīku wa Yōkai ga Ippai!" (ゴールデンウィークは妖怪がいっぱい!)                              | 2 tháng 5 năm 2014   | 22 tháng 5 năm 2016       |
| 16 | "Komasan ~Ora no Kakkoii Niichan-hen~" (コマさん ～オラのカッコいい兄ちゃん編～)                     | 2 tháng 5 năm 2014   | 22 tháng 5 năm 2016       |
| 16 | "Jinmenken Shīzun 2 Inu Dassō Episode5" (じんめん犬シーズン2 犬脱走 Episode5)                        | 2 tháng 5 năm 2014   | 22 tháng 5 năm 2016       |
| 17 | "Komasan Shīzun 2 Inakamono wa Bara-iro ni Episode1" (コマさんシーズン2 田舎者はバラ色に Episode1)   | 9 tháng 5 năm 2014   | 28 tháng 5 năm 2016       |
| 17 | "Yōkai Sunesunēku" (妖怪すねスネーク)                                                                | 9 tháng 5 năm 2014   | 28 tháng 5 năm 2016       |
| 17 | "Yōkai Harao-dori" (妖怪はらおドリ)                                                                  | 9 tháng 5 năm 2014   | 28 tháng 5 năm 2016       |
| 17 | "Jinmenken Shīzun 2 Inu Dassō Episode6" (じんめん犬シーズン2 犬脱走 Episode6)                        | 9 tháng 5 năm 2014   | 28 tháng 5 năm 2016       |
| 18 | "Kyūbi no Kyunkyun Daisakusen Deai-hen" (キュウビのキュンキュン大作戦 出会い編)                      | 16 tháng 5 năm 2014  | 29 tháng 5 năm 2016       |
| 18 | "Oni Jikan" (鬼時間)                                                                                 | 16 tháng 5 năm 2014  | 29 tháng 5 năm 2016       |
| 18 | "Komasan Shīzun 2 Inakamono wa Bara-iro ni Episode2" (コマさんシーズン2 田舎者はバラ色に Episode2)   | 16 tháng 5 năm 2014  | 29 tháng 5 năm 2016       |
| 19 | "Komasan Shīzun 2 Inakamono wa Bara-iro ni Episode3" (コマさんシーズン2 田舎者はバラ色に Episode3)   | 23 tháng 5 năm 2014  | 4 tháng 6 năm 2016        |
| 19 | "Yōkai Baku" (妖怪バク)                                                                              | 23 tháng 5 năm 2014  | 4 tháng 6 năm 2016        |
| 19 | "Kyuubi no Kyunkyun Daisakusen Yūenchi-hen" (キュウビのキュンキュン大作戦 遊園地編)                  | 23 tháng 5 năm 2014  | 4 tháng 6 năm 2016        |
| 20 | "Rejendo Yōkai! Ikemenken!" (レジェンド妖怪! イケメン犬!)                                            | 30 tháng 5 năm 2014  | 5 tháng 6 năm 2016        |
| 20 | "Komasan Shīzun 2 Inakamono wa Bara-iro ni Episode4" (コマさんシーズン2 田舎者はバラ色に Episode4)   | 30 tháng 5 năm 2014  | 5 tháng 6 năm 2016        |
| 21 | "Yōkai Tsuzukanasō" (妖怪つづかな僧)                                                                 | 6 tháng 6 năm 2014   | 11 tháng 6 năm 2016       |
| 21 | "Yōkai Fūmin" (妖怪フゥミン)                                                                         | 6 tháng 6 năm 2014   | 11 tháng 6 năm 2016       |
| 21 | "Komasan Shīzun 3 Koi to Poemu to Kōhī to Ippaime" (コマさんシーズン3 恋とポエムとコーヒーと 1杯目)  | 6 tháng 6 năm 2014   | 11 tháng 6 năm 2016       |
| 22 | "Komasan Shīzun 3 Koi to Poemu to Kōhī to Nihaime" (コマさんシーズン3 恋とポエムとコーヒーと 2杯目)  | 13 tháng 6 năm 2014  | 12 tháng 6 năm 2016       |
| 22 | "Yōkai Kazekamo" (妖怪かぜカモ)                                                                      | 13 tháng 6 năm 2014  | 12 tháng 6 năm 2016       |
| 22 | "Kata ga Korutte Donna Kanji?" (肩がこるってどんな感じ?)                                             | 13 tháng 6 năm 2014  | 12 tháng 6 năm 2016       |
| 23 | "Komasan Shīzun 3 Koi to Poemu to Kōhī to Sanbaime" (コマさんシーズン3 恋とポエムとコーヒーと 3杯目) | 20 tháng 6 năm 2014  | 18 tháng 6 năm 2016       |
| 23 | "Yōkai Tsumamiguinosuke" (妖怪つまみぐいのすけ)                                                      | 20 tháng 6 năm 2014  | 18 tháng 6 năm 2016       |
| 23 | "Yōkai Karakuri Benkei" (妖怪からくりベンケイ)                                                       | 20 tháng 6 năm 2014  | 18 tháng 6 năm 2016       |
| 24 | "Komasan Shīzun 3 Koi to Poemu to Kōhī to Yonhaime" (コマさんシーズン3 恋とポエムとコーヒーと 4杯目) | 27 tháng 6 năm 2014  | 19 tháng 6 năm 2016       |
| 24 | "Yōkai Nekuramatengu" (妖怪ネクラマテング)                                                           | 27 tháng 6 năm 2014  | 19 tháng 6 năm 2016       |
| 24 | "Honmono Tōjō!" (ホンモノ登場!)                                                                      | 27 tháng 6 năm 2014  | 19 tháng 6 năm 2016       |
| 25 | "Jibanyan no Himitsu" (ジバニャンの秘密)                                                             | 4 tháng 7 năm 2014   | 25 tháng 6 năm 2016       |
| 26 | "Yōkai Satori-chan" (妖怪さとりちゃん)                                                               | 11 tháng 7 năm 2014  | 26 tháng 6 năm 2014       |
| 26 | "Yo-kai Peckpocket" "Yōkai Yokodori" (妖怪ヨコドリ)                                                  | 11 tháng 7 năm 2014  | 26 tháng 6 năm 2014       |
| 26 | "Komasan Shīzun 3 Koi to Poemu to Kōhī to Gohaime" (コマさんシーズン3 恋とポエムとコーヒーと 5杯目)  | 11 tháng 7 năm 2014  | 26 tháng 6 năm 2014       |
| 27 | "Shingata Yōkai Wotchi o Te ni Irero" (新型妖怪ウォッチを手に入れろ)                                 | 18 tháng 7 năm 2014  | 2 tháng 7 năm 2016        |
| 27 | "Tadashii Hako no Akekata" (正しい箱の開け方)                                                        | 18 tháng 7 năm 2014  | 2 tháng 7 năm 2016        |
| 28 | "Detazo Koten Yōkai" (出たぞ古典妖怪！)                                                              | 25 tháng 7 năm 2014  | 3 tháng 7 năm 2016        |
| 28 | "Oharai Ritānzu" (お祓いリターンズ)                                                                  | 25 tháng 7 năm 2014  | 3 tháng 7 năm 2016        |
| 28 | "Koten Yōkai tte Sugoi no?" (古典妖怪ってすごいの？)                                                 | 25 tháng 7 năm 2014  | 3 tháng 7 năm 2016        |
| 29 | "Taiyō ni Hoeru Zura! Dai-Ichi-Wa "Hitojichi"" (太陽にほえるズラ！ 第一話「人質」)                   | 1 tháng 8 năm 2014   | 9 tháng 7 năm 2016        |
| 29 | "Yōkai Asekkaki" (妖怪あせっか鬼)                                                                    | 1 tháng 8 năm 2014   | 9 tháng 7 năm 2016        |
| 29 | "Yōkai Sakasakkasa" (妖怪さかさっ傘)                                                                 | 1 tháng 8 năm 2014   | 9 tháng 7 năm 2016        |
| 30 | "Taiyō ni Hoeru Zura! Dai-Ni-Wa "Yūkai"" (太陽にほえるズラ！ 第二話「誘拐」)                         | 8 tháng 8 năm 2014   | 10 tháng 7 năm 2016       |
| 30 | "Yōkai Buyōjinbō" (妖怪ぶようじん坊)                                                                 | 8 tháng 8 năm 2014   | 10 tháng 7 năm 2016       |
| 30 | "Yōkai Ittangomen" (妖怪一旦ゴメン)                                                                  | 8 tháng 8 năm 2014   | 10 tháng 7 năm 2016       |
| 31 | "Yōkai Saiyūki" (妖怪西遊記)                                                                         | 15 tháng 8 năm 2014  | 16 tháng 7 năm 2016       |
| 32 | "Taiyō ni Hoeru Zura! Dai-San-Wa "Torishirabe-shitsu"" (太陽にほえるズラ！ 第三話「取り調べ室」)     | 22 tháng 8 năm 2014  | 17 tháng 7 năm 2016       |
| 32 | "Yōkai Man'ojishi" (妖怪万尾獅子)                                                                    | 22 tháng 8 năm 2014  | 17 tháng 7 năm 2016       |
| 32 | "Iketeru Yōkai Taiketsu!" (イケてる妖怪対決！)                                                       | 22 tháng 8 năm 2014  | 17 tháng 7 năm 2016       |
| 33 | "Taiyō ni Hoeru zura! Dai-Yon-Wa "Harikomi"" (太陽にほえるズラ！ 第四話「張り込み」)                 | 29 tháng 8 năm 2014  | 23 tháng 7 năm 2016       |
| 33 | "Yōkai Jigajīsan" (妖怪じがじぃさん)                                                                 | 29 tháng 8 năm 2014  | 23 tháng 7 năm 2016       |
| 33 | "Honmono wa Dotchi da!?" (ホンモノはどっちだ！？)                                                    | 29 tháng 8 năm 2014  | 23 tháng 7 năm 2016       |
| 34 | "Taiyō ni Hoeru zura! Dai-Go-Wa "Bikō"" (太陽にほえるズラ！ 第五話「尾行」)                          | 5 tháng 9 năm 2014   | 24 tháng 7 năm 2016       |
| 34 | "Yōkai Hitomakasennin" (妖怪ひとまか仙人)                                                            | 5 tháng 9 năm 2014   | 24 tháng 7 năm 2016       |
| 34 | "Yōkai Zekkōchō" (妖怪ぜっこう蝶)                                                                    | 5 tháng 9 năm 2014   | 24 tháng 7 năm 2016       |
| 35 | "Taiyō ni Hoeru zura! Dai-Roku-Wa "SP"" (太陽にほえるズラ！ 第六話「SP」)                            | 12 tháng 9 năm 2014  | 30 tháng 7 năm 2016       |
| 35 | "Yōkai Taitanikku" (妖怪タイタニック)                                                                | 12 tháng 9 năm 2014  | 30 tháng 7 năm 2016       |
| 35 | "Yōkai Nechigaeru" (妖怪ねちがえる)                                                                  | 12 tháng 9 năm 2014  | 30 tháng 7 năm 2016       |
| 36 | "Taiyō ni Hoeru zura! Dai-Nana-Wa "Bakudan Shori"" (太陽にほえるズラ！ 第七話「爆弾処理」)           | 19 tháng 9 năm 2014  | 31 tháng 7 năm 2016       |
| 36 | "Yōkai Burī-taichō" (妖怪ブリー隊長)                                                                 | 19 tháng 9 năm 2014  | 31 tháng 7 năm 2016       |
| 36 | "Yōkai Warautsubo" (妖怪笑ウツボ)                                                                    | 19 tháng 9 năm 2014  | 31 tháng 7 năm 2016       |
| 37 | "Undōkai wa Yōkai ga Ippai!" (運動会は妖怪がいっぱい！)                                              | 26 tháng 9 năm 2014  | 6 tháng 8 năm 2016        |
| 37 | "Taiyō ni Hoeru zura! Saishū-Wa "Junshoku"" (太陽にほえるズラ！ 最終話「殉職」)                      | 26 tháng 9 năm 2014  | 6 tháng 8 năm 2016        |
| 37 | "Kyūshoku no Gurume Yokoku" (給食のグルメ 予告)                                                      | 26 tháng 9 năm 2014  | 6 tháng 8 năm 2016        |
| 38 | "Bokura no Sanbyaku En Sensō" (ぼくらの300円戦争)                                                    | 3 tháng 10 năm 2014  | 7 tháng 8 năm 2016        |
| 38 | "Kanpeki Shitsuji Yōkai Sebasuchan" (カンペキ執事妖怪セバスチャン)                                   | 3 tháng 10 năm 2014  | 7 tháng 8 năm 2016        |
| 38 | "Kyūshoku no Gurume Dai-Ichi-Wa "Karē Raisu"" (給食のグルメ 第1話「カレーライス」)                   | 3 tháng 10 năm 2014  | 7 tháng 8 năm 2016        |
| 39 | "Kyūshoku no Gurume Dai-Ni-Wa "Purin"" (給食のグルメ 第2話「プリン」)                                | 10 tháng 10 năm 2014 | 13 tháng 8 năm 2016       |
| 39 | "Yōkai Yū Esu Ō" (妖怪U.S.O.)                                                                        | 10 tháng 10 năm 2014 | 13 tháng 8 năm 2016       |
| 39 | "Yōkai Netabarerīna" (妖怪ネタバレリーナ)                                                            | 10 tháng 10 năm 2014 | 13 tháng 8 năm 2016       |
| 40 | "Yōkai Besuto Ten" (妖怪ベストテン)                                                                  | 17 tháng 10 năm 2014 | 14 tháng 8 năm 2016       |
| 40 | "Yōkai Rimokonkakushi" (妖怪りもこんかくし)                                                          | 17 tháng 10 năm 2014 | 14 tháng 8 năm 2016       |
| 40 | "Kyūshoku no Gurume Dai-San-Wa "Agepan"" (給食のグルメ 第3話「揚げパン」)                            | 17 tháng 10 năm 2014 | 14 tháng 8 năm 2016       |
| 41 | "Kyūshoku no Gurume Dai-Yon-Wa "Karaage"" (給食のグルメ 第4話「唐揚げ」)                             | 24 tháng 10 năm 2014 | 20 tháng 8 năm 2016       |
| 41 | "Yōkai Kyuntarō" (妖怪キュン太郎)                                                                    | 24 tháng 10 năm 2014 | 20 tháng 8 năm 2016       |
| 41 | "Yōkai Karipakkun" (妖怪かりパックン)                                                                | 24 tháng 10 năm 2014 | 20 tháng 8 năm 2016       |
| 42 | "Gabunyan Hazādo" (ガブニャンハザード)                                                               | 31 tháng 10 năm 2014 | 21 tháng 8 năm 2016       |
| 43 | "Renkon-kyōju to Fushigi na Yakata" (レンコン教授と不思議な館)                                       | 7 tháng 11 năm 2014  | 27 tháng 8 năm 2016       |
| 44 | "San-nen Wai-gumi Nyanpachi-sensei Dai-Ichi-Wa" (３年Y組ニャンパチ先生 第一話)                       | 14 tháng 11 năm 2014 | 28 tháng 8 năm 2016       |
| 44 | "Yōkai Monomanekin" (妖怪モノマネキン)                                                               | 14 tháng 11 năm 2014 | 28 tháng 8 năm 2016       |
| 44 | "Yōkai Hanahojin" (妖怪ハナホ人)                                                                     | 14 tháng 11 năm 2014 | 28 tháng 8 năm 2016       |
| 45 | "San-nen Wai-gumi Nyanpachi-sensei Dai-Ni-Wa" (３年Y組ニャンパチ先生 第二話)                         | 21 tháng 11 năm 2014 | 3 tháng 9 năm 2016        |
| 45 | "Kaze to Tomo ni Togenyan" (風邪とともにトゲニャン)                                                  | 21 tháng 11 năm 2014 | 3 tháng 9 năm 2016        |
| 45 | "Yo-kai Sandmeh" "Yōkai Sunao" (妖怪砂夫)                                                            | 21 tháng 11 năm 2014 | 3 tháng 9 năm 2016        |
| 46 | "San-nen Wai-gumi Nyanpachi-sensei Dai-San-Wa" (3年Ｙ組ニャンパチ先生 第三話)                        | 28 tháng 11 năm 2014 | 4 tháng 9 năm 2016        |
| 46 | "Yōkai Okanenaidā" (妖怪お金ナイダー)                                                                | 28 tháng 11 năm 2014 | 4 tháng 9 năm 2016        |
| 46 | "Rejendo Yōkai Unchikuma" (レジェンド妖怪 うんちく魔)                                                | 28 tháng 11 năm 2014 | 4 tháng 9 năm 2016        |
| 47 | "Yōkai Gunshi Wisubē" (妖怪軍師ウィスベェ)                                                           | 12 tháng 12 năm 2014 | 10 tháng 9 năm 2016       |
| 48 | "San-nen Wai-gumi Nyanpachi-sensei Dai-Yon-Wa" (３年Y組ニャンパチ先生 第四話)                        | 19 tháng 12 năm 2014 | 11 tháng 9 năm 2014       |
| 48 | "Kieta Yōkai Paddo" (消えた妖怪パッド)                                                               | 19 tháng 12 năm 2014 | 11 tháng 9 năm 2014       |
| 48 | "Yōkai mo Tsūshinbo!" (妖怪も通信簿！)                                                               | 19 tháng 12 năm 2014 | 11 tháng 9 năm 2014       |
| 49 | "Kurisumasu ni mo Yōkai ga Ippai!" (クリスマスにも妖怪がいっぱい！)                                  | 19 tháng 12 năm 2014 | 17 tháng 9 năm 2016       |
| 49 | "Kotoshi no Santa wa Komasanta" (今年のサンタはコマサンタ)                                           | 19 tháng 12 năm 2014 | 17 tháng 9 năm 2016       |
| 49 | "Yōkai Santakurōshi" (妖怪サンタク老師)                                                              | 19 tháng 12 năm 2014 | 17 tháng 9 năm 2016       |
| 50 | "San-nen Wai-gumi Nyanpachi-sensei Dai-Go-Wa" (3年Y組ニャンパチ先生 第五話)                          | 26 tháng 12 năm 2014 |                           |
| 50 | "Amano-ke Ōsōji no Ran!" (天野家 大掃除の乱！)                                                       | 26 tháng 12 năm 2014 |                           |
| 50 | "Sasurai no Orochi Dai-Ichi-Maku Akai Saikyō Yōkai" (さすらいのオロチ 第一幕 赤い最強妖怪)           | 26 tháng 12 năm 2014 |                           |

### Năm 2015
| #   | Tên tập phim | Ngày phát sóng gốc   |
| --- | --- | -------------------- |
| 51  | "Sasurai no Orochi Dai-Ni-Maku Kyōfu no Ajito" (さすらいのオロチ 第二幕 恐怖のアジト) | 9 tháng 1 năm 2015   |
| 51  | "Yōkai Tsuchinoko Panda" (妖怪ツチノコパンダ) | 9 tháng 1 năm 2015   |
| 51  | "Yōkai Daraketō" (妖怪ダラケ刀) | 9 tháng 1 năm 2015   |
| 52  | "Sasurai no Orochi Dai-San-Maku Jigoku no Gundan" (さすらいのオロチ 第三幕 地獄の軍団) | 16 tháng 1 năm 2015  |
| 52  | "Yōkai Ameonna to Hareotoko" (妖怪雨女と晴れ男) | 16 tháng 1 năm 2015  |
| 52  | "Yōkai Tsuragawari" (妖怪つらがわり) | 16 tháng 1 năm 2015  |
| 53  | "Sasurai no Orochi Saishū-Maku Zetsubō no Shinjitsu" (さすらいのオロチ 最終幕 絶望の真実) | 23 tháng 1 năm 2015  |
| 53  | "Yōkai Daidarabotchi" (妖怪だいだらぼっち) | 23 tháng 1 năm 2015  |
| 54  | "Yōkai Mukashibanashi ~Kaguya-hime~" (妖怪むかし話 ～かぐや姫～) | 30 tháng 1 năm 2015  |
| 54  | "Yōkai Gachadokuro" (妖怪ガシャどくろ) | 30 tháng 1 năm 2015  |
| 54  | "Yōkai Fusafusan" (妖怪ふさふさん) | 30 tháng 1 năm 2015  |
| 55  | "Yōkai Mukashibanashi ~Momotarō~" (妖怪むかし話 ～桃太郎～) | 6 tháng 2 năm 2015   |
| 55  | "Barentain Shin Jidai" (バレンタイン新時代) | 6 tháng 2 năm 2015   |
| 56  | "Yōkai Mukashibanashi ~Tsuru no Ongaeshi~" (妖怪むかし話 ～ツルのおんがえし～) | 13 tháng 2 năm 2015  |
| 56  | "Yōkai Urayamashirō" (妖怪うらやましろう) | 13 tháng 2 năm 2015  |
| 56  | "Yōkai Samugari" (妖怪さむガリ) | 13 tháng 2 năm 2015  |
| 57  | "Yōkai Mukashibanashi ~Urashima Tarō~" (妖怪むかし話 ～浦島太郎～) | 20 tháng 2 năm 2015  |
| 57  | "Yōkai Bōbō" (妖怪ボー坊) | 20 tháng 2 năm 2015  |
| 57  | "Yōkai Daikōkai-senchō" (妖怪大後悔船長) | 20 tháng 2 năm 2015  |
| 58  | "Yōkai Dorobokkun" (妖怪泥ボックン) | 27 tháng 2 năm 2015  |
| 58  | "Yōkai Akaname" (妖怪あかなめ) | 27 tháng 2 năm 2015  |
| 58  | "Ketsusei! Komasan Tankentai!" (結成！コマさん探検隊！) | 27 tháng 2 năm 2015  |
| 59  | "Kin'yō Supesharu! Komasan Tankentai! Kodai Kyōryū no Ikinokori ka!? Nesu-Ko no Densetsu ga Kon'ya, Sono Bēru o Nugu! Tettei Sōsaku! "Nesshī" wa Jitsuzai-shita!" (金妖スペシャル！コマさん探検隊！古代恐竜の生き残りか！？ネス湖の伝説が今夜、そのベールを脱ぐ！徹底捜索！『ネッシー』は実在した！)       | 6 tháng 3 năm 2015   |
| 59  | "Yōkai Odenjin" (妖怪おでんじん) | 6 tháng 3 năm 2015   |
| 59  | "Yōkai Gishinanki" (妖怪ぎしんあん鬼) | 6 tháng 3 năm 2015   |
| 60  | "Kin'yō Supesharu! Komasan Tankentai! Kanzen Tōha, Kyōfu no Janguru Amazon Okuchi Sanzen Kiro! Nazo no Genshi Chōjin 'Danota Tsusan'o' wa Jitsuzai-shita!" (金妖スペシャル！コマさん探検隊！完全踏破 恐怖のジャングル・アマゾン奥地3000キロ！謎の原始超人『ダノタ・ツサンオ』は実在した！)                 | 13 tháng 3 năm 2015  |
| 60  | "Chikagoro no Toire no Hanako-san" (近頃のトイレの花子さん) | 13 tháng 3 năm 2015  |
| 60  | "Yōkai Shikirunja" (妖怪しきるん蛇) | 13 tháng 3 năm 2015  |
| 61  | "Kin'yō Supesharu! Komasan Tankentai! Yū Esu Ē Shakunetsu Sabaku no Hate! Gun Himitsu Kichi Eria Go! Dorometeusu Seiun kara no Shisha! 'Gurei Nna-gō Seijin' o Oe!" (金妖スペシャル！コマさん探検隊！USA灼熱砂漠の果て！軍秘密基地エリア51！ドロメテウス星雲からの使者！『グレイ7号星人』を追え！)         | 20 tháng 3 năm 2015  |
| 61  | "Yōkai Gamanmosu" (妖怪ガマンモス) | 20 tháng 3 năm 2015  |
| 61  | "Yōkai TETSUYA" (妖怪TETSUYA) | 20 tháng 3 năm 2015  |
| 62  | "Kin'yō Supesharu! Komasan Tankentai! Midori no Makyō Amazon no Okuchi e! Densetsu no Hangyojin "Gyoppīara" o Oe!" (金妖スペシャル！コマさん探検隊！緑の魔境・アマゾンの奥地へ！伝説の半魚人『ギョッピアーラ』を追え！)                                                                                    | 27 tháng 3 năm 2015  |
| 62  | "Tatakae! Yōkai Wotchi Basutāzu" (戦え！妖怪ウォッチバスターズ！) | 27 tháng 3 năm 2015  |
| 62  | "Yōkai Yotsume" (妖怪よつめ) | 27 tháng 3 năm 2015  |
| 63  | "Kin'yō Supesharu! Koma-san Tankentai! Shijō Saidai no Rekishi Misuterī! Yukute o Habamu Nazo no Shūdan! Tettei Sōsaku! "Bakufu Maizōkin" ga Ima Sono Zenbō o Arawasu!" (金妖スペシャル！コマさん探検隊！史上最大の歴史ミステリー！行く手を阻む謎の集団！徹底捜索！『幕府埋蔵金』がいま、その全貌を現す！) | 3 tháng 4 năm 2015   |
| 63  | "Yōkai Eipuriru Fūru" (妖怪エイプリルフール) | 3 tháng 4 năm 2015   |
| 63  | "Yōkai Namahage" (妖怪なまはげ) | 3 tháng 4 năm 2015   |
| 64  | "Kin'yō Supesharu! Koma-san Tankentai! Mōi no Burizādo! Himaraya Kanzen Tōha no Hate ni, Densetsu no Yukiotoko 'Yēiti' o Mita!" (金妖スペシャル！コマさん探検隊！猛威のブリザード！ヒマラヤ完全踏破の果てに、伝説の雪男『イエ～イティ』を見た！)                                                           | 10 tháng 4 năm 2015  |
| 64  | "Yōkai Aniki" (妖怪アニ鬼) | 10 tháng 4 năm 2015  |
| 64  | "Yōkai Bakazukin" (妖怪ばか頭巾) | 10 tháng 4 năm 2015  |
| 65  | "Kin'yō Supesharu! Koma-san Tankentai Saishūkai Kuru ka Kuru ka to wa Omotteita ga! Yappari Otozureta Shōgeki no Ketsumatsu! 'Yarase-direkutā' Saigo no Hi!" (金妖スペシャル！コマさん探検隊 最終回 来るか来るかとは思っていたが！やっぱり訪れた衝撃の結末！『矢良瀬ディレクター』最後の日！)              | 17 tháng 4 năm 2015  |
| 65  | "Densetsu no Gyūnyū Zōkin" (伝説の牛乳ぞうきん) | 17 tháng 4 năm 2015  |
| 66  | "Shinkeishitsu na Zashiki-warashi" (神経質なざしきわらし) | 24 tháng 4 năm 2015  |
| 66  | "Yōkai Waraenee" (妖怪わらえ姉) | 24 tháng 4 năm 2015  |
| 66  | "Inu Jikan" (犬時間) | 24 tháng 4 năm 2015  |
| 67  | "Miritarī na Zashiki-warashi" (ミリタリーなざしきわらし) | 1 tháng 5 năm 2015   |
| 67  | "Goshujin-sama wa Fumi-chan" (ご主人様はフミちゃん) | 1 tháng 5 năm 2015   |
| 68  | "Donna Toki mo Inochigake no Zashiki-warashi" (どんな時も命がけのざしきわらし) | 8 tháng 5 năm 2015   |
| 68  | "Yōkai Magasasu" (妖怪魔ガサス) | 8 tháng 5 năm 2015   |
| 68  | "Nise Kēta Arawaru!" (にせケータあらわる！) | 8 tháng 5 năm 2015   |
| 69  | "Shinjin no Zashiki-warashi" (新人のざしきわらし) | 15 tháng 5 năm 2015  |
| 69  | "Yōkai Ekohiiki" (妖怪えこひい鬼) | 15 tháng 5 năm 2015  |
| 69  | "Yōkai Shiwaku-chan" (妖怪しわくちゃん) | 15 tháng 5 năm 2015  |
| 70  | "Shinjin no Zashiki-warashi: Juken-hen" (新人のざしきわらし 受験編) | 22 tháng 5 năm 2015  |
| 70  | "Yōkai Urayameshi" (妖怪うらや飯) | 22 tháng 5 năm 2015  |
| 70  | "Hikikōmori no Himitsu" (ヒキコウモリのヒミツ) | 22 tháng 5 năm 2015  |
| 71  | "Shinjin no Zashiki-warashi: Ren-ai-hen" (新人のざしきわらし 恋愛編) | 29 tháng 5 năm 2015  |
| 71  | "Kyō wa Yōkai Horidē!" (きょうは妖怪ホリデー！) | 29 tháng 5 năm 2015  |
| 71  | "Kowairaito Zōn ~Shiroi Kyōfu~" (こわいライトゾーン ～白い恐怖～) | 29 tháng 5 năm 2015  |
| 72  | "Yōkai Dokechingu" (妖怪ドケチング) | 5 tháng 6 năm 2015   |
| 72  | "Yōkai Ayamaritaoshi" (妖怪あやまり倒し) | 5 tháng 6 năm 2015   |
| 72  | "Yōkai Mayoiguruma" (妖怪迷い車) | 5 tháng 6 năm 2015   |
| 73  | "Yōkai Mukamukade" (妖怪ムカムカデ) | 12 tháng 6 năm 2015  |
| 73  | "Yōkai Ningyo" (妖怪にんぎょ) | 12 tháng 6 năm 2015  |
| 73  | "Yōkai Tararin" (妖怪たらりん) | 12 tháng 6 năm 2015  |
| 74  | "Komasan to Iku ~Hajimete no Kaden Ryōhan-ten~" (コマさんといく ～はじめての家電量販店～) | 19 tháng 6 năm 2015  |
| 74  | "Kuro ga Kita!" (クロがきた！) | 19 tháng 6 năm 2015  |
| 74  | "Robonyan Efu-gata Arawaru!" (ロボニャンF型あらわる！) | 19 tháng 6 năm 2015  |
| 75  | "Komasan to Iku ~Hajimete no Rāmen-yasan~" (コマさんといく ～はじめてのラーメン屋さん～) | 26 tháng 6 năm 2015  |
| 75  | "Yōkai Tōshirozame" (妖怪トーシロザメ) | 26 tháng 6 năm 2015  |
| 75  | "Yōkai Shōbushi" (妖怪しょうブシ) | 26 tháng 6 năm 2015  |
| 76  | "Komasan to Iku ~Hajimete no Supōtsu Jimu~" (コマさんといく ～はじめてのスポーツジム～) | 3 tháng 7 năm 2015   |
| 76  | "Yōkai Bakuonnarashi" (妖怪爆音ならし) | 3 tháng 7 năm 2015   |
| 76  | "Buyōjin Samā Fesu" (ぶようじんサマーフェス) | 3 tháng 7 năm 2015   |
| 77  | "Usapyon ga kita!" (USAピョンが来た！) | 10 tháng 7 năm 2015  |
| 78  | "Atarashii Wotchi!" (新しいウォッチ！) | 17 tháng 7 năm 2015  |
| 78  | "Inaho to Usapyon no Roketto Chibichibi Kumitatēru 1 ~Enjin-hen~" (イナホとUSAピョンのロケットチビチビクミタテール① ～エンジン編～) | 17 tháng 7 năm 2015  |
| 79  | "Komasan to Iku ~Hajimete no Massāji~" (コマさんといく ～はじめてのマッサージ～) | 24 tháng 7 năm 2015  |
| 79  | "Natsu da, Umi da, Yōkai da! Gurerurin-hen" (夏だ、海だ、妖怪だ！ グレるりん編) | 24 tháng 7 năm 2015  |
| 79  | "Natsu da, Umi da, Yōkai da! Umibōzu-hen" (夏だ、海だ、妖怪だ！ うみぼうず編) | 24 tháng 7 năm 2015  |
| 80  | "Komasan to Iku ~Hajimete no Dōgei Kyōshitsu~" (コマさんといく ～はじめての陶芸教室～) | 31 tháng 7 năm 2015  |
| 80  | "Inaho to Usapyon no Roketto Chibichibi Kumitatēru 2 ~Nenryōdenchi-hen~" (イナホとUSAピョンのロケットチビチビクミタテール② ～燃料電池編～) | 31 tháng 7 năm 2015  |
| 80  | "Kowai Raito Zōn ~Yami ni Hisomu Kage~" (こわいライトゾーン ～闇に潜む影～) | 31 tháng 7 năm 2015  |
| 81  | "Semimaru Raibu ni Iku!" (セミまるライブに行く！) | 7 tháng 8 năm 2015   |
| 81  | "Mushakabuto to Kuwanobushi" (武者かぶととクワノ武士) | 7 tháng 8 năm 2015   |
| 81  | "Yōkai Atsugaruru" (妖怪あつガルル) | 7 tháng 8 năm 2015   |
| 82  | "Keita no Sōdai na Yume" (ケータの壮大な夢) | 14 tháng 8 năm 2015  |
| 82  | "Yōkai Yakimochi" (妖怪やきモチ) | 14 tháng 8 năm 2015  |
| 82  | "Yōkai Bakezōri" (妖怪化け草履) | 14 tháng 8 năm 2015  |
| 83  | "Kaimono wa Onmitsu Misshon" (買い物は隠密ミッション) | 21 tháng 8 năm 2015  |
| 83  | "Inaho to Usapyon no Roketto Chibichibi Kumitatēru 3 ~Reikiyakusōchi-hen~" (イナホとＵＳＡピョンのロケットチビチビクミタテール③ ～冷却装置編～) | 21 tháng 8 năm 2015  |
| 83  | "Komasan Takushī ~Jinmenken~" (コマさんタクシー ～じんめん犬～) | 21 tháng 8 năm 2015  |
| 84  | "Yōkai Kayukayu" (妖怪かゆかゆ) | 28 tháng 8 năm 2015  |
| 84  | "Morezō Panikku!" (モレゾウパニック！) | 28 tháng 8 năm 2015  |
| 84  | "Jibanyan no Natsuyasumi" (ジバニャンの夏休み) | 28 tháng 8 năm 2015  |
| 85  | "Inaho to Usapyon no Roketto Chibichibi Kumitatēru 4 ~Anzensōchi-hen~" (イナホとUSAピョンのロケットチビチビクミタテール④ ～安全装置編～) | 4 tháng 9 năm 2015   |
| 85  | "Yōkai Puraidon" (妖怪プライ丼) | 4 tháng 9 năm 2015   |
| 85  | "Komasan Takushī ~Robonyan~" (コマさんタクシー ～ロボニャン～) | 4 tháng 9 năm 2015   |
| 86  | "Yo-kai Frazzle" "Yōkai Hiraishin" (妖怪ヒライ神) | 11 tháng 9 năm 2015  |
| 86  | "Man'ojishi to Onarazumono" (万尾獅子とおならず者) | 11 tháng 9 năm 2015  |
| 86  | "Komasan Takushī ~Unchikuma~" (コマさんタクシー ～うんちく魔～) | 11 tháng 9 năm 2015  |
| 87  | "Yōkai Debibiru" (妖怪デビビル) | 18 tháng 9 năm 2015  |
| 87  | "Yōkai Otonaburu" (妖怪おとなブル) | 18 tháng 9 năm 2015  |
| 87  | "Inaho to Usapyon no Roketto Chibichibi Kumitatēru 5 ~Zunō-hen~" (イナホとUSAピョンのロケットチビチビクミタテール⑤ ～頭脳編～) | 18 tháng 9 năm 2015  |
| 88  | "Roketto ga Tobu Hi" (ロケットが飛ぶ日) | 25 tháng 9 năm 2015  |
| 88  | "InaUsa Fushigi Tanteisha CASE1 Donmono Yōkai Renzoku Satsujin Jiken" (イナウサ不思議探偵社 CASE1 丼もの妖怪連続殺人事件) | 25 tháng 9 năm 2015  |
| 89  | "InaUsa Fushigi Tanteisha CASE2 Sofutokurīmu Hitokajiri Jiken" (イナUSA不思議探偵社 CASE2 ソフトクリームひとかじり事件) | 2 tháng 10 năm 2015  |
| 89  | "Yōkai Dassensha" (妖怪だっせんしゃ) | 2 tháng 10 năm 2015  |
| 89  | "Yōkai Nebuta" (妖怪寝ブタ) | 2 tháng 10 năm 2015  |
| 90  | "Yōkai Sandēpapa" (妖怪サンデーパパ) | 9 tháng 10 năm 2015  |
| 90  | "Yōkai Omoidasuppon" (妖怪おもいだスッポン) | 9 tháng 10 năm 2015  |
| 90  | "Komasan Takushī ~Gabunyan~" (コマさんタクシー ～ガブニャン～) | 9 tháng 10 năm 2015  |
| 91  | "Minna de Utaou! Yōkai Kōhaku Uta Gassen!" (みんなで歌おう！妖怪紅白歌合戦！) | 16 tháng 10 năm 2015 |
| 92  | "InaUsa Fushigi Tanteisha CASE3 Rimokon Yōkai Satsujin Jiken" (イナウサ不思議探偵社 CASE3 リモコン妖怪殺人事件) | 23 tháng 10 năm 2015 |
| 92  | "Yōkai Dasokkusu" (妖怪ダソックス) | 23 tháng 10 năm 2015 |
| 92  | "Yōkai Taraimawashi" (妖怪たらいまわし) | 23 tháng 10 năm 2015 |
| 93  | "InaUsa Fushigi Tanteisha CASE4 Jimikei Yōkai Renzoku Satsujin Jiken" (イナウサ不思議探偵社 CASE4 地味系妖怪連続殺人事件) | 30 tháng 10 năm 2015 |
| 93  | "Momotaronyan to Sanbiki no Otomo" (モモタロニャンと三匹のお供) | 30 tháng 10 năm 2015 |
| 93  | "Koten Yōkai Harowin Pātī!" (古典妖怪ハロウィンパーティー！) | 30 tháng 10 năm 2015 |
| 94  | "InaUsa Fushigi Tanteisha CASE5 Hanahoji Renzoku Satsujin Jiken" (イナウサ不思議探偵社 CASE5 はなほじ妖怪連続殺人事件) | 6 tháng 11 năm 2015  |
| 94  | "Yōkai Ottamagētā§" (妖怪オッタマゲーター) | 6 tháng 11 năm 2015  |
| 94  | "Kataimono ga Kiritai Bushinyan" (カタいものが斬りたいブシニャン) | 6 tháng 11 năm 2015  |
| 95  | "Hokuto no Ken Dai-Ichi-Wa" (北斗の犬 第１話) | 13 tháng 11 năm 2015 |
| 95  | "InaUsa Fushigi Tanteisha CASE6 Togetoge Yōkai Shūgeki Jiken" (イナウサ不思議探偵社 CASE6 トゲトゲ妖怪襲撃事件) | 13 tháng 11 năm 2015 |
| 95  | "Yōkai Annojō" (妖怪あんのジョー) | 13 tháng 11 năm 2015 |
| 96  | "Hokuto no Ken Dai-Ni-Wa" (北斗の犬 第２話) | 20 tháng 11 năm 2015 |
| 96  | "Yōkai Jikoken'ō" (妖怪じこけん王) | 20 tháng 11 năm 2015 |
| 96  | "InaUsa Fushigi Tanteisha VS Kaitō Kopan Nerawareta Kokuhō-kyū no Sara" (イナウサ不思議探偵社ＶＳ怪盗コパン ねらわれた国宝級の皿) | 20 tháng 11 năm 2015 |
| 97  | "Hokuto no Ken Dai-San-Wa" (北斗の犬 第３話) | 27 tháng 11 năm 2015 |
| 97  | "InaUsa Fushigi Tanteisha VS Kaitō Kopan Nerawareta Aka no Hihō" (イナウサ不思議探偵社ＶＳ怪盗コパン ねらわれた赤の秘宝) | 27 tháng 11 năm 2015 |
| 97  | "Yōkai Kapā" (妖怪カッパー) | 27 tháng 11 năm 2015 |
| 98  | "Kurisumasu Daiteiden! Yōkai Wotchi o Kōshin seyo!" (クリスマス大停電！妖怪ウォッチを更新せよ！) | 11 tháng 12 năm 2015 |
| SP1 | "Chōgōkaban Yōkai Wotchi Dai-Ichi-Dan! Eiga Chijōha Hatsu Hōsō!" (超豪華版妖怪ウォッチ第1弾! 映画地上波初放送!) | 18 tháng 12 năm 2015 |
| SP2 | "Chōgōkaban Yōkai Wotchi Dai-Ni-Dan! Mongē Nijikan Supesharu zura!" (超豪華版妖怪ウォッチ第2弾! もんげー2時間スペシャルズラ!) | 25 tháng 12 năm 2015 |
| 99  | "Hokuto no Ken Dai-Yon-Wa" (北斗の犬 第４話) | 25 tháng 12 năm 2015 |
| 99  | "InaUsa Fushigi Tanteisha VS Kaitō Kopan Nerawareta Mashō no Kagami" (イナウサ不思議探偵社ＶＳ怪盗コパン ねらわれた魔性の鏡) | 25 tháng 12 năm 2015 |
| 99  | "Yōkai Seidenki" (妖怪せいでん鬼) | 25 tháng 12 năm 2015 |
| 100 | "Jibanyan Tanjō no Himitsu da Nyan!" (ジバニャン誕生の秘密だニャン！) | 25 tháng 12 năm 2015 |
| 101 | "Hokuto no Ken Dai-Go-Wa" (北斗の犬 第5話) | 25 tháng 12 năm 2015 |
| 101 | "InaUsa Fushigi Tanteisha VS Kaitō Kopan Nerawareta Densetsu no Koromo" (イナウサ不思議探偵社VS怪盗コパン ねらわれた伝説の衣) | 25 tháng 12 năm 2015 |
| 101 | "Yōkai Iēi" (妖怪家ーイ) | 25 tháng 12 năm 2015 |

### Năm 2016
| #   | Tên tập phim | Ngày phát sóng gốc   |
| --- | --- | -------------------- |
| 102 | "Yōkai ni mo Otoshidama" (妖怪にもお年玉) | 8 tháng 1 năm 2016   |
| 102 | "Hokuto no Ken Dai-Roku-Wa" (北斗の犬 第6話) | 8 tháng 1 năm 2016   |
| 102 | "Yōkai Nekoronbusu" (妖怪寝コロンブス) | 8 tháng 1 năm 2016   |
| 102 | "InaUsa Fushigi Tanteisha VS Kaitō Kopan Nerawareta Yuki yori Shiroi Koromo" (イナウサ不思議探偵社VS怪盗コパン ねらわれた雪より白い衣)                       | 8 tháng 1 năm 2016   |
| 103 | "Hokuto no Ken Saishūkai" (北斗の犬 最終回) | 15 tháng 1 năm 2016  |
| 103 | "Mudazukai no Hanshoku" (ムダヅカイの繁殖) | 15 tháng 1 năm 2016  |
| 103 | "Yōkai Kamikakushi" (妖怪紙かくし) | 15 tháng 1 năm 2016  |
| 104 | "InaUsa Fushigi Tanteisha VS Kaitō Kopan Nerawareta Ōgon no Yoroi to Kopan no Shōtai!" (イナウサ不思議探偵社VS怪盗コパン ねらわれた黄金の鎧とコパンの正体！) | 22 tháng 1 năm 2016  |
| 104 | "Yōkai Otsubone-sama" (妖怪おつぼね様) | 22 tháng 1 năm 2016  |
| 104 | "Yōkai Inchikin" (妖怪おつぼね様) | 22 tháng 1 năm 2016  |
| 105 | "San-nen Wai-gumi Nyanpachi-sensei Koshihikari Gakuen" (3年Ｙ組ニャンパチ先生 コシヒカリ学園)                                                                | 29 tháng 1 năm 2016  |
| 105 | "Ma no Go-nen Ichi-gumi ~Okanenaidā Daibakuhatsu!!~" (魔の5年1組 ～お金ナイダー 大爆発！！～)                                                                | 29 tháng 1 năm 2016  |
| 105 | "Yōkai Karikaribēkon" (妖怪カリカリベーコン) | 29 tháng 1 năm 2016  |
| 106 | "San-nen Wai-gumi Nyanpachi-sensei Nekketsu Honō Gakuen" (3年Ｙ組ニャンパチ先生 熱血炎学園)                                                                  | 5 tháng 2 năm 2016   |
| 106 | "Ma no Go-nen Ichi-gumi ~Unchikuma Nankyoku ni Shizumu!!~" (魔の5年1組 ～うんちく魔 南極に沈む！！～)                                                        | 5 tháng 2 năm 2016   |
| 106 | "Yōkai Ponkotsu" (妖怪ポン骨) | 5 tháng 2 năm 2016   |
| 107 | "San-nen Wai-gumi Nyanpachi-sensei Seikimatsu Gakuen" (3年Ｙ組ニャンパチ先生 世紀末学園)                                                                     | 12 tháng 2 năm 2016  |
| 107 | "Inaho no Barentain" (イナホのバレンタイン) | 12 tháng 2 năm 2016  |
| 107 | "Yōkai Gakusan" (妖怪カクさん) | 12 tháng 2 năm 2016  |
| 108 | "San-nen Wai-gumi Nyanpachi-sensei Dokidoki Gakuen" (3年Ｙ組ニャンパチ先生 ドキドキ学園)                                                                     | 19 tháng 2 năm 2016  |
| 108 | "Ma no Go-nen Ichi-gumi ~Gurerurin Yūhi ni Shisu!!~" (魔の5年1組 ～グレるりん 夕陽に死す！！～)                                                              | 19 tháng 2 năm 2016  |
| 108 | "Yōkai Marunagetto" (妖怪まるナゲット) | 19 tháng 2 năm 2016  |
| 109 | "San-nen Wai-gumi Nyanpachi-sensei Nyan Nyan Gakuen" (3年Ｙ組ニャンパチ先生 ニャンニャン学園)                                                                | 26 tháng 2 năm 2016  |
| 109 | "Ma no Go-nen Ichi-gumi ~Sebasuchan Daigōchin!!~" (魔の5年1組 ～セバスチャン 大轟沈！！～)                                                                   | 26 tháng 2 năm 2016  |
| 109 | "Yōkai Kaseifu Gattenmaiyā" (妖怪家政婦ガッテンマイヤー) | 26 tháng 2 năm 2016  |
| 110 | "San-nen Wai-gumi Nyanpachi-sensei Gyan Gyan Gakuen" (3年Ｙ組ニャンパチ先生 ギャンギャン学園)                                                                | 4 tháng 3 năm 2016   |
| 110 | "Kaerimichi wa Randoseru Janken!" (帰り道はランドセルじゃんけん！)                                                                                           | 4 tháng 3 năm 2016   |
| 110 | "Ma no Go-nen Ichi-gumi ~Netabaerīna Chishiki no Umi ni Shizumu!!~" (魔の5年1組 ～ネタバレリーナ 知識の海に沈む！！～)                                       | 4 tháng 3 năm 2016   |
| 111 | "San-nen Wai-gumi Nyanpachi-sensei Kirekkire Gakuen" (3年Ｙ組ニャンパチ先生 キレッキレ学園)                                                                  | 11 tháng 3 năm 2016  |
| 111 | "Ma no Go-nen Ichi-gumi ~Negatibūn to Tohohogisu Yūjō ni Naku!!~" (魔の５年１組 ～ネガティブーンとトホホギス友情に泣く！！～)                                | 11 tháng 3 năm 2016  |
| 111 | "Yōkai Ōbāgā" (妖怪オーバーガー) | 11 tháng 3 năm 2016  |
| 112 | "San-nen Wai-gumi Nyanpachi-sensei Gakkyūhōkai Gakuen" (3年Ｙ組ニャンパチ先生 学級崩壊学園)                                                                  | 18 tháng 3 năm 2016  |
| 112 | "Ma no Go-nen Ichi-gumi ~Gishin'anki Teppeki no Onna-tachi no Mae ni Kudakechiru!!~" (魔の５年１組 ～ぎしんあん鬼 鉄壁の女たちの前に砕け散る！！～)          | 18 tháng 3 năm 2016  |
| 112 | "Yōkai Nanmonaito" (妖怪ナンモナイト) | 18 tháng 3 năm 2016  |
| 113 | "Yoru no Dorodoro Hitto Sutēshon" (夜のどろどろヒットステーション)                                                                                           | 25 tháng 3 năm 2016  |
| 113 | "Yōkai Sangokushi" (妖怪三国志) | 25 tháng 3 năm 2016  |
| 114 | "Ma no Go-nen Ichi-gumi ~Ikemenken, Onigiri Jigoku ni Hoeru!!~" (魔の５年１組 ～イケメン犬、おにぎり地獄に吠える！！～)                                      | 1 tháng 4 năm 2016   |
| 114 | "Yōkai Kuchisuberashi" (妖怪口すべらし) | 1 tháng 4 năm 2016   |
| 114 | "Yōkai Sangokushi II" (妖怪三国志Ⅱ) | 1 tháng 4 năm 2016   |
| 114 | "Yōkai Kirisugirisu" (妖怪キリスギリス) | 1 tháng 4 năm 2016   |
| 115 | "Ma no Go-nen Ichi-gumi ~Hanasakajii Kareru!!~" (魔の５年１組 ～花さか爺 枯れる！！～)                                                                       | 8 tháng 4 năm 2016   |
| 115 | "Yōkai Nandenaan" (妖怪ナンデナン) | 8 tháng 4 năm 2016   |
| 115 | "Yōkai Sangokushi III" (妖怪三国志Ⅲ) | 8 tháng 4 năm 2016   |
| 115 | "Komasan Takushī ~Wisupā~" (コマさんタクシー ～ウィスパー～)                                                                                                 | 8 tháng 4 năm 2016   |
| 116 | "Oshigoto Shirīzu "Yōkai Shōbōtai"" (お仕事シリーズ『妖怪消防隊』)                                                                                           | 15 tháng 4 năm 2016  |
| 116 | "Yōkai Okurairi" (妖怪おくらいり) | 15 tháng 4 năm 2016  |
| 116 | "Yōkai Sangokushi IV" (妖怪三国志Ⅳ) | 15 tháng 4 năm 2016  |
| 116 | "Kowairaito Zōne ~Kyōfu Shimarazu no Mado~" (こわいライトゾーン ～恐怖 閉まらずの窓～)                                                                       | 15 tháng 4 năm 2016  |
| 117 | "Ma no Go-nen Ichi-gumi ~Haraodori, Namasute ni Chiru!!~" (魔の５年１組 ～はらおドリ ナマステに散る！！～)                                                   | 22 tháng 4 năm 2016  |
| 117 | "Oshigoto Shirīzu "Yōkai Byōin"" (お仕事シリーズ『妖怪病院』)                                                                                                | 22 tháng 4 năm 2016  |
| 117 | "Yōkai Ibarūn" (妖怪いばるーん) | 22 tháng 4 năm 2016  |
| 117 | "Yōkai Sangokushi V" (妖怪三国志Ⅴ) | 22 tháng 4 năm 2016  |
| 118 | "Ma no Go-nen Ichi-gumi ~Yōkai Saishū Kessen, Sōdaishō Arawaru!!~" (魔の５年１組 ～妖怪最終決戦 総大将あらわる！！～)                                        | 29 tháng 4 năm 2016  |
| 118 | "Oshigoto Shirīzu "Yōkai Sutantoman"" (お仕事シリーズ『妖怪スタントマン』)                                                                                   | 29 tháng 4 năm 2016  |
| 118 | "Yōkai Ekorojii" (妖怪エコロ爺) | 29 tháng 4 năm 2016  |
| 118 | "Yōkai Sangokushi VI" (妖怪三国志Ⅵ) | 29 tháng 4 năm 2016  |
| 119 | "Kaimaku! Yōwan Guranpuri!" (開幕！妖1グランプリ！) | 6 tháng 5 năm 2016   |
| 120 | "Oshigoto Shirīzu "Yōkai Kyakushitsu Jōmuin"" (お仕事シリーズ『妖怪客室乗務員』)                                                                             | 13 tháng 5 năm 2016  |
| 120 | "InaUsa Fushigi Tanteisha Chōsa Fairu 1 "Hanahojin"" (イナウサ不思議探偵社 調査ファイル１『ハナホ人』)                                                       | 13 tháng 5 năm 2016  |
| 120 | "Yōkai Sangokushi VII" (妖怪三国志Ⅶ) | 13 tháng 5 năm 2016  |
| 121 | "Oshigoto Shirīzu "Yōkai Hoikuen"" (お仕事シリーズ『妖怪保育園』)                                                                                            | 20 tháng 5 năm 2016  |
| 121 | "InaUsa Fushigi Tanteisha Chōsa Fairu 2 "Bakurobaa"" (イナウサ不思議探偵社 調査ファイル２『バクロ婆』)                                                       | 20 tháng 5 năm 2016  |
| 121 | "Yōkai Dainashī" (妖怪ダイナシー) | 20 tháng 5 năm 2016  |
| 121 | "Yōkai Sangokushi VIII" (妖怪三国志Ⅷ) | 20 tháng 5 năm 2016  |
| 122 | "InaUsa Fushigi Tanteisha Chōsa Fairu 3 "Merameraion"" (イナウサ不思議探偵社 調査ファイル３『メラメライオン』)                                               | 3 tháng 6 năm 2016   |
| 122 | "Oshigoto Shirīzu "Yōkai Suizokukan"" (お仕事シリーズ『妖怪水族館』)                                                                                         | 3 tháng 6 năm 2016   |
| 122 | "Yōkai Maikkā" (妖怪マイッカー) | 3 tháng 6 năm 2016   |
| 122 | "Yōkai Sangokushi IX" (妖怪三国志Ⅸ) | 3 tháng 6 năm 2016   |
| 123 | "Oshigoto Shirīzu "Yōkai Omawarisan"" (お仕事シリーズ『妖怪おまわりさん』)                                                                                   | 10 tháng 6 năm 2016  |
| 123 | "InaUsa Fushigi Tanteisha Chōsa Fairu 4 "Honobōno"" (イナウサ不思議探偵社 調査ファイル４『ホノボーノ』)                                                      | 10 tháng 6 năm 2016  |
| 123 | "Yōkai Banjī Kyūsu" (妖怪バンジーきゅうす) | 10 tháng 6 năm 2016  |
| 123 | "Yōkai Sangokushi Saishūkai" (妖怪三国志 最終回) | 10 tháng 6 năm 2016  |
| 124 | "Oshigoto Shirīzu "Yōkai Famirī Resutoran"" (お仕事シリーズ『妖怪ファミリーレストラン』)                                                                     | 17 tháng 6 năm 2016  |
| 124 | "InaUsa Fushigi Tanteisha Chōsa Fairu 5 "Gurerurin"" (イナウサ不思議探偵社 調査ファイル５『グレるりん』)                                                     | 17 tháng 6 năm 2016  |
| 124 | "Yōkai Darisu" (妖怪ダリス) | 17 tháng 6 năm 2016  |
| 125 | "InaUsa Fushigi Tanteisha Chōsa Fairu 6 "Fubukihime"" (イナウサ不思議探偵社 調査ファイル６『ふぶき姫』)                                                      | 24 tháng 6 năm 2016  |
| 125 | "Andoroido Yamada Dai-ichi-Wa Shutsugeki" (アンドロイド山田 第一話 出撃)                                                                                     | 24 tháng 6 năm 2016  |
| 125 | "Yōkai Fuankan" (妖怪ふあんかん) | 24 tháng 6 năm 2016  |
| 126 | "Andoroido Yamada Dai-Ni-Wa Shōsō" (アンドロイド山田 第二話 焦燥)                                                                                            | 1 tháng 7 năm 2016   |
| 126 | "InaUsa Fushigi Tanteisha Chōsa Fairu 7 "Monomanekin"" (イナウサ不思議探偵社 調査ファイル７『モノマネキン』)                                                 | 1 tháng 7 năm 2016   |
| 126 | "Yōkai Hijōguchi" (妖怪ひじょうぐち) | 1 tháng 7 năm 2016   |
| 127 | "Andoroido Yamada Dai-San-Wa Tettsui" (アンドロイド山田 第三話 鉄槌)                                                                                         | 8 tháng 7 năm 2016   |
| 127 | "InaUsa Fushigi Tanteisha Chōsa Fairu 8 "Netabarerīna"" (イナウサ不思議探偵社 調査ファイル８『ネタバレリーナ』)                                              | 8 tháng 7 năm 2016   |
| 127 | "Yōkai Aitatataimuzu" (妖怪アイタタタイムズ) | 8 tháng 7 năm 2016   |
| SP3 | "Chōgōkaban Yōkai Wotchi Natsu no Otakara Jōhō Daihōshutsu Supesharu da Nyan!" (超豪華版妖怪ウォッチ 夏のお宝情報大放出 スペシャルだニャン！)                | 15 tháng 7 năm 2016  |
| 128 | "Andoroido Yamada Dai-Yon-Wa Koritsu" (アンドロイド山田 第四話 孤立)                                                                                         | 15 tháng 7 năm 2016  |
| 128 | "InaUsa Fushigi Tanteisha Chōsa Fairu 9 "Bōbō"" (イナウサ不思議探偵社 調査ファイル９『ボー坊』)                                                              | 15 tháng 7 năm 2016  |
| 128 | "Yōkai Muchaburikko" (妖怪無茶ぶりっ子) | 15 tháng 7 năm 2016  |
| 129 | "Andoroido Yamada Dai-Go-Wa Kattō" (アンドロイド山田 第五話 葛藤)                                                                                            | 15 tháng 7 năm 2016  |
| 129 | "InaUsa Fushigi Tanteisha Chōsa Fairu 10 "Murikabe"" (イナウサ不思議探偵社 調査ファイル１０『ムリカベ』)                                                     | 15 tháng 7 năm 2016  |
| 129 | "Yōkai Demonēdo" (妖怪デモネード) | 15 tháng 7 năm 2016  |
| 130 | "Tomunyan Tōjō! Yōkai Wotchi Dorīmu o Getto seyo!" (トムニャン登場！妖怪ウォッチドリームをゲットせよ！)                                                      | 22 tháng 7 năm 2016  |
| 131 | (アンドロイド山田 第六話 無念) | 29 tháng 7 năm 2016  |
| 131 | "Tomunyan to Jerī" (トムニャンとジェリー) | 29 tháng 7 năm 2016  |
| 131 | (妖怪なぞトキ) | 29 tháng 7 năm 2016  |
| 132 | (アンドロイド山田 最終話 哀愁) | 5 tháng 8 năm 2016   |
| 132 | (イナホ観察日記) | 5 tháng 8 năm 2016   |
| 132 | (妖怪ニクヤ鬼) | 5 tháng 8 năm 2016   |
| 133 | (コマリーヒルズ青春白書 第１話 パーティー) | 12 tháng 8 năm 2016  |
| 133 | (イナホのカンガエルーひと パート１) | 12 tháng 8 năm 2016  |
| 133 | "Unchikuma to Bakazukin" (うんちく魔とばか頭巾) | 12 tháng 8 năm 2016  |
| 134 | (コマリーヒルズ青春白書 第2話 スポーツ) | 19 tháng 8 năm 2016  |
| 134 | (イナホのカンガエルーひと パート2) | 19 tháng 8 năm 2016  |
| 134 | "Usapyon No Iede" (USAピョンの家出) | 19 tháng 8 năm 2016  |
| 134 | "Yo-kai Piyopiyoko" (妖怪ピヨピヨコ) | 19 tháng 8 năm 2016  |
| 135 | (コマリーヒルズ青春白書 第3話 クルージング) | 26 tháng 8 năm 2016  |
| 135 | "Hīrō Shō Ni Mo Yōkai Ga Ippai" (ヒーローショーにも妖怪がいっぱい)                                                                                           | 26 tháng 8 năm 2016  |
| 135 | "Yōkai Takorami" (妖怪たこうらみ) | 26 tháng 8 năm 2016  |
| 136 | (コマリーヒルズ青春白書 第4話 パジャマパーティー) | 2 tháng 9 năm 2016   |
| 136 | (トムニャンＶＳ粉ものジャポン) | 2 tháng 9 năm 2016   |
| 136 | "Yōkai Kameppa" (妖怪カメッパ) | 2 tháng 9 năm 2016   |
| 137 | (コマリーヒルズ青春白書 第５話 ショッピング) | 9 tháng 9 năm 2016   |
| 137 | "Yo-kai Kamaitachi" (妖怪かまいたち) | 9 tháng 9 năm 2016   |
| 137 | (灼熱のアッチッチゲーム) | 9 tháng 9 năm 2016   |
| 138 | "Yo-kai Akkerakan" (妖怪あっけら艦) | 16 tháng 9 năm 2016  |
| 138 | "Yo-kai Gachin-kozo" (妖怪 ガチン小僧) | 16 tháng 9 năm 2016  |
| 138 | (コマリーヒルズ青春白書 第6話 ドライブ) | 16 tháng 9 năm 2016  |
| 139 | (コマリーヒルズ青春白書 第7話 グルメデート) | 23 tháng 9 năm 2016  |
| 139 | (イナホのカンガエルーひと パート3) | 23 tháng 9 năm 2016  |
| 139 | "Yo-kai Ashitagirl" (妖怪 あしたガール) | 23 tháng 9 năm 2016  |
| 140 | (コマリーヒルズ青春白書 最終話 卒業) | 30 tháng 9 năm 2016  |
| 140 | (激写!不思議マガジン『ヌー』魚人編) | 30 tháng 9 năm 2016  |
| 140 | "Yo-kai Kon-tan" (妖怪 コンたん) | 30 tháng 9 năm 2016  |
| 141 | (激写!不思議マガジン『ヌー』ディノサウロイド編) | 7 tháng 10 năm 2016  |
| 141 | "Yo-kai Oreryu" (妖怪 おれリュウ) | 7 tháng 10 năm 2016  |
| 141 | "Yo-kai Amanjiru" (妖怪 あまん汁) | 7 tháng 10 năm 2016  |
| 142 | (妖怪カンペちゃん) | 14 tháng 10 năm 2016 |
| 142 | (激写！不思議マガジン「ヌー」ジャージーデビル編) | 14 tháng 10 năm 2016 |
| 142 | "Yo-kai Tenparunba" (妖怪テンパるンバ) | 14 tháng 10 năm 2016 |
| 143 | (お試し！ 妖怪ブラスター！) | 21 tháng 10 năm 2016 |
| 143 | (トムニャンのジャポン探訪「けん玉」) | 21 tháng 10 năm 2016 |
| 143 | "Yo-kai Soname" (妖怪総ナメ) | 21 tháng 10 năm 2016 |
| 143 | (コマさんタクシー ～総ナメ～) | 21 tháng 10 năm 2016 |
| 144 | (激写！不思議マガジン「ヌー」ゴートマン編) | 28 tháng 10 năm 2016 |
| 144 | (絶滅寸前!? 妖怪ブカッコウを救え！) | 28 tháng 10 năm 2016 |
| 144 | "Yo-kai Hipparidako" (妖怪ひっぱりダコ) | 28 tháng 10 năm 2016 |
| 145 | (妖怪ミチクサメ) | 4 tháng 11 năm 2016  |
| 145 | (激写！不思議マガジン「ヌー」モスマン編) | 4 tháng 11 năm 2016  |
| 145 | "Yo-kai Wakarunner" (妖怪わかランナー) | 4 tháng 11 năm 2016  |
| 146 | (激写！不思議マガジン「ヌー」ウサピョナーダ編) | 11 tháng 11 năm 2016 |
| 146 | (妖怪のらりくらり) | 11 tháng 11 năm 2016 |
| 146 | "Yo-kai Makura-gaeshi" (妖怪枕返し) | 11 tháng 11 năm 2016 |
| 147 | (妖怪ニャーミネーター) | 18 tháng 11 năm 2016 |
| 147 | (だるまさんがころんだ攻略法!?) | 18 tháng 11 năm 2016 |
| 147 | (トムニャンのジャポン探訪「おもち」) | 18 tháng 11 năm 2016 |
| 147 | "Yo-kai Grumpus Khan" (妖怪ジンギスギスカン) | 18 tháng 11 năm 2016 |
| 147 | (妖怪ニャーミネーター Part2) | 18 tháng 11 năm 2016 |
| 147 | (ウィスパーの家出) | 18 tháng 11 năm 2016 |
| 148 | (あやしいイナホを追いかけろ！) | 25 tháng 11 năm 2016 |
| 148 | "Yo-kai Harmory" (妖怪ハーモリー) | 25 tháng 11 năm 2016 |
| 148 | "Yo-kai Hottocake" (妖怪ほっとけーキ) | 25 tháng 11 năm 2016 |
| 149 | (ケータVSイナホ 一発クジの決闘！) | 9 tháng 12 năm 2016  |
| 149 | (トムニャンのジャポン探訪「コマ」) | 9 tháng 12 năm 2016  |
| 149 | "Yo-kai Chikurima" (妖怪チクリ魔) | 9 tháng 12 năm 2016  |
| 149 | "Yo-kai Soramimizuku" (妖怪そらミミズク) | 9 tháng 12 năm 2016  |
| SP4 | (映画第２弾地上波初放送！２時間半スペシャルズラ！) | 16 tháng 12 năm 2016 |
| 150 | (ジバニャンと５つのプレゼントだニャン！) | 23 tháng 12 năm 2016 |
| 150 | (みんなが知りたい妖怪の疑問！オラたちが解決ズラ！スペシャル)                                                                                                 | 23 tháng 12 năm 2016 |

### Năm 2017-2018
| #                                      | Tên tập phim                                                                 | Ngày phát sóng gốc   |
| -------------------------------------- | ---------------------------------------------------------------------------- | -------------------- |
| 151                                    | (トムニャン はじめてのお正月)                                                | 6 tháng 1 năm 2017   |
| 151                                    | "Yo-kai Kimetemaou" (妖怪決めて魔王)                                         | 6 tháng 1 năm 2017   |
| 151                                    | (ふぶき姫とコマさん)                                                         | 6 tháng 1 năm 2017   |
| 152                                    | (コマさんコマじろうの日本全国もんげー旅 ＩＮ大阪)                            | 6 tháng 1 năm 2017   |
| 152                                    | (イナウサ妖怪ミステリーファイル１ ＵＦＯ編)                                  | 6 tháng 1 năm 2017   |
| 152                                    | (お試し！ 妖怪バズーカ！)                                                    | 6 tháng 1 năm 2017   |
| 153                                    | (コマさんコマじろうの日本全国もんげー旅 ＩＮ名古屋)                          | 13 tháng 1 năm 2017  |
| 153                                    | (モモタロニャンの豪鉄鬼退治！)                                               | 13 tháng 1 năm 2017  |
| 153                                    | (激闘！ 布団から出ない選手権！)                                              | 13 tháng 1 năm 2017  |
| 154                                    | (コマさんコマじろうの日本全国もんげー旅 ＩＮ北海道)                          | 20 tháng 1 năm 2017  |
| 154                                    | "Yo-kai Pochit" (妖怪ポチッ)                                                 | 20 tháng 1 năm 2017  |
| 154                                    | (イナウサ妖怪ミステリーファイル２ ミステリーサークル編)                      | 20 tháng 1 năm 2017  |
| 155                                    | (コマさんコマじろうの日本全国もんげー旅 ＩＮ静岡)                            | 27 tháng 1 năm 2017  |
| 155                                    | (トムニャンのジャポン探訪「はじめての節分」)                                 | 27 tháng 1 năm 2017  |
| 155                                    | "Yo-kai Yabuletter" (妖怪やぶレター)                                         | 27 tháng 1 năm 2017  |
| 156                                    | (黒い妖怪ウォッチ ～導かれしクズたち～ 一人目『ケータ』)                     | 3 tháng 2 năm 2017   |
| 156                                    | (コマさんコマじろうの日本全国もんげー旅 ＩＮ香川)                            | 3 tháng 2 năm 2017   |
| 156                                    | (妖怪スピーチ姫)                                                             | 3 tháng 2 năm 2017   |
| 157                                    | (コマさんコマじろうの日本全国もんげー旅 ＩＮ奈良)                            | 10 tháng 2 năm 2017  |
| 157                                    | (イナウサ妖怪ミステリーファイル３ ポルターガイスト編)                        | 10 tháng 2 năm 2017  |
| 157                                    | (バレンタイン♡ドキドキチョコパーティー)                                      | 10 tháng 2 năm 2017  |
| 158                                    | (黒い妖怪ウォッチ ～導かれしクズたち～ 二人目『クマ』)                       | 17 tháng 2 năm 2017  |
| 158                                    | (コマさんコマじろうの日本全国もんげー旅 ＩＮ沖縄)                            | 17 tháng 2 năm 2017  |
| 158                                    | (イナウサ妖怪ミステリーファイル４ ドッペルゲンガー編)                        | 17 tháng 2 năm 2017  |
| 158                                    | "Yo-kai Achar" (妖怪アチャー)                                                | 17 tháng 2 năm 2017  |
| 159                                    | (黒い妖怪ウォッチ ～導かれしクズたち～ 三人目『カンチ』)                     | 24 tháng 2 năm 2017  |
| 159                                    | (コマさんコマじろうの日本全国もんげー旅 ＩＮ岩手)                            | 24 tháng 2 năm 2017  |
| 159                                    | (ひなまつり大バトル！ ふぶき姫ＶＳ椿姫)                                      | 24 tháng 2 năm 2017  |
| 160                                    | (黒い妖怪ウォッチ ～導かれしクズたち～ 四人目『フミちゃん』)                 | 3 tháng 3 năm 2017   |
| 160                                    | (コマさんコマじろうの日本全国もんげー旅 ＩＮ福岡)                            | 3 tháng 3 năm 2017   |
| 160                                    | "Yo-kai Jimanhattan" (妖怪自慢ハッタン)                                      | 3 tháng 3 năm 2017   |
| 161                                    | (黒い妖怪ウォッチ ～導かれしクズたち～ 五人目『ＵＺＡピョン』)               | 10 tháng 3 năm 2017  |
| 161                                    | (イナウサ妖怪ミステリーファイル５ ファフロツキーズ編)                        | 10 tháng 3 năm 2017  |
| 161                                    | "Yo-kai Gojidatsujii" (妖怪ゴジダツ爺)                                       | 10 tháng 3 năm 2017  |
| 161                                    | (コマさんタクシー ～ハナホ人～)                                              | 10 tháng 3 năm 2017  |
| 162                                    | (黒い妖怪ウォッチ ～導かれしクズたち～ 六人目『オロチ』)                     | 17 tháng 3 năm 2017  |
| 162                                    | (コマさんコマじろうの日本全国もんげー旅 ＩＮ広島)                            | 17 tháng 3 năm 2017  |
| 162                                    | (ウィスパーの卒業)                                                           | 17 tháng 3 năm 2017  |
| 163                                    | (黒い妖怪ウォッチ ～導かれしクズたち～ 七人目『ブシニャン』)                 | 24 tháng 3 năm 2017  |
| 163                                    | (イナウサ妖怪ミステリーファイル６ 謎の少女 未空イナホ編)                     | 24 tháng 3 năm 2017  |
| 163                                    | "Yo-kai Okiraccoon" (妖怪おきラクーン)                                       | 24 tháng 3 năm 2017  |
| 164                                    | (妖怪ウォッチバスターズ！)                                                   | 31 tháng 3 năm 2017  |
| 164                                    | (みんなが知りたい妖怪の疑問！オラたちが解決ズラ！スペシャル パート２)        | 31 tháng 3 năm 2017  |
| 165                                    | (新学期！ 帰ってきたニャンパチ先生 vs ＧＴＡ！)                              | 7 tháng 4 năm 2017   |
| 165                                    | (みんなでお話を考えよう！ 妖怪新シリーズ会議)                                | 7 tháng 4 năm 2017   |
| 165                                    | (コマさんと１年生)                                                           | 7 tháng 4 năm 2017   |
| 166                                    | (オニスターズ全員集合！ ～探検隊編～)                                        | 14 tháng 4 năm 2017  |
| 166                                    | "Yo-kai Damajor" (妖怪ダメジャー)                                            | 14 tháng 4 năm 2017  |
| 166                                    | (イナホの女子会)                                                             | 14 tháng 4 năm 2017  |
| 167                                    | (妖怪新シリーズ会議 ～ミッションニャンポッシブル～)                          | 21 tháng 4 năm 2017  |
| 167                                    | (妖怪アーダコンダ)                                                           | 21 tháng 4 năm 2017  |
| 167                                    | (独占中継！世界妖怪陸上)                                                     | 21 tháng 4 năm 2017  |
| 168                                    | (コマさんコマじろうのゴールデンウィークもんげー旅 ＩＮハワイ)                | 28 tháng 4 năm 2017  |
| 168                                    | (イナホのGWは妖怪がいっぱい)                                                 | 28 tháng 4 năm 2017  |
| 168                                    | "Yo-kai Kaeri Tie" (妖怪かえりタイ)                                          | 28 tháng 4 năm 2017  |
| 169                                    | (オニスターズ全員集合！ ～囚人編～)                                          | 5 tháng 5 năm 2017   |
| 169                                    | (妖怪新シリーズ会議 ～魔女っ子☆ニャン魔女～)                                 | 5 tháng 5 năm 2017   |
| 169                                    | (こどもの日も妖怪がいっぱい)                                                 | 5 tháng 5 năm 2017   |
| 170                                    | (オニスターズ全員集合！ ～家族編～)                                          | 12 tháng 5 năm 2017  |
| 170                                    | (妖怪新シリーズ会議 ～ニャンパチ先生 部活編～)                               | 12 tháng 5 năm 2017  |
| 170                                    | "Yo-kai Kechirashi" (妖怪けちらし)                                           | 12 tháng 5 năm 2017  |
| 171                                    | (帰ってきたニャンパチ先生 部活編！～ロボット研究部～)                        | 19 tháng 5 năm 2017  |
| 171                                    | (妖怪新シリーズ会議 ～コマーに首ったけ～)                                    | 19 tháng 5 năm 2017  |
| 171                                    | (妖怪のっぺら坊)                                                             | 19 tháng 5 năm 2017  |
| 172                                    | (オニスターズ全員集合！ ～忍者編～)                                          | 26 tháng 5 năm 2017  |
| 172                                    | "Yo-kai Wall Guy" (妖怪ウォール・ガイ)                                       | 26 tháng 5 năm 2017  |
| 172                                    | (妖怪新シリーズ会議 ～勇者USAピョンの大冒険～)                               | 26 tháng 5 năm 2017  |
| 173                                    | (帰ってきたニャンパチ先生 部活編！～相撲部～)                                | 2 tháng 6 năm 2017   |
| 173                                    | (梅雨のアメノトーク！)                                                       | 2 tháng 6 năm 2017   |
| 173                                    | "Yo-kai Nanskunk" (妖怪ナンスカンク)                                         | 2 tháng 6 năm 2017   |
| 174                                    | (オニスターズ全員集合！ ～病院編～)                                          | 9 tháng 6 năm 2017   |
| 174                                    | "Yo-kai Morula" (妖怪モルラ)                                                 | 9 tháng 6 năm 2017   |
| 174                                    | (ラストブシニャン ジャポンに見参！)                                          | 9 tháng 6 năm 2017   |
| 175                                    | (妖怪新シリーズ会議 ～１００うぃす回目のプロポーズ～)                        | 16 tháng 6 năm 2017  |
| 175                                    | (暴け！ USAピョンの秘密)                                                     | 16 tháng 6 năm 2017  |
| 175                                    | "Yo-kai Sutton-kyo" (妖怪スットン卿)                                         | 16 tháng 6 năm 2017  |
| 176                                    | (帰ってきたニャンパチ先生 部活編！ ～水泳部～)                               | 23 tháng 6 năm 2017  |
| 176                                    | (イナホ 恋のキューピットになる)                                              | 23 tháng 6 năm 2017  |
| 176                                    | "Yo-kai Gomathree" (妖怪ごまスリー)                                          | 23 tháng 6 năm 2017  |
| 177                                    | (オニスターズ全員集合！ ～工事現場編～)                                      | 30 tháng 6 năm 2017  |
| 177                                    | "Yo-kai Himatsubushi" (妖怪ひまつ武士)                                       | 30 tháng 6 năm 2017  |
| 177                                    | (妖怪しらんプリン)                                                           | 30 tháng 6 năm 2017  |
| 177                                    | (コマさんタクシー ～ジェリー～)                                              | 30 tháng 6 năm 2017  |
| 178                                    | (帰ってきたニャンパチ先生 部活編！ ～クイズ研究会～)                         | 7 tháng 7 năm 2017   |
| 178                                    | (争奪戦！ 願いがかなう妖怪短冊)                                              | 7 tháng 7 năm 2017   |
| 178                                    | "Yo-kai Tsubuyaki" (妖怪つぶや木)                                            | 7 tháng 7 năm 2017   |
| 179                                    | (大大大冒険！ バスターズトレジャー！)                                        | 14 tháng 7 năm 2017  |
| 180                                    | (バスターズトレジャー編 ＃２ しぶとい鍵穴とおいしい化石)                     | 21 tháng 7 năm 2017  |
| 180                                    | (妖チューブで再生数バトルをしてみた！)                                       | 21 tháng 7 năm 2017  |
| 180                                    | (妖怪D-レックス)                                                             | 21 tháng 7 năm 2017  |
| 181                                    | (バスターズトレジャー編 ＃３ 命をつなぐロープ)                               | 28 tháng 7 năm 2017  |
| 181                                    | "Yo-kai Mo-saku" (妖怪モ作)                                                  | 28 tháng 7 năm 2017  |
| 181                                    | (ラストブシニャンのジャポンの歩き方 「おにぎり」)                            | 28 tháng 7 năm 2017  |
| 182                                    | (バスターズトレジャー編 ＃４ 砂漠をホリホリ堀り放題！)                       | 4 tháng 8 năm 2017   |
| 182                                    | (天狗たちの熾烈なる戦い！)                                                   | 4 tháng 8 năm 2017   |
| 182                                    | "Yo-kai Batan Q" (妖怪ばたんQ)                                               | 4 tháng 8 năm 2017   |
| 183                                    | (バスターズトレジャー編 ＃５ ゾン・ビー・C（チョッパー）)                    | 11 tháng 8 năm 2017  |
| 183                                    | (妖怪の盆踊り)                                                               | 11 tháng 8 năm 2017  |
| 183                                    | (ラストブシニャンのジャポンの歩き方 「そば」)                                | 11 tháng 8 năm 2017  |
| 184                                    | (バスターズトレジャー編 ＃６ デカすぎしチェーンソード)                       | 18 tháng 8 năm 2017  |
| 184                                    | (アンドロイド山田の夏休み)                                                   | 18 tháng 8 năm 2017  |
| 184                                    | "Yo-kai Abura-sumashi" (妖怪油すまし)                                        | 18 tháng 8 năm 2017  |
| 185                                    | (バスターズトレジャー編 ＃７ すすり泣く黄金の棺)                             | 25 tháng 8 năm 2017  |
| 185                                    | (妖怪クレクレパトラ ～妖怪ウォッチクリスタルトレジャー～)                    | 25 tháng 8 năm 2017  |
| 186                                    | (バスターズトレジャー編 ＃８ ネコ２世とピアノの旋律)                         | 1 tháng 9 năm 2017   |
| 186                                    | "Yo-kai Garandu" (妖怪ガランドゥ)                                            | 1 tháng 9 năm 2017   |
| 186                                    | (オロチ ＶＳ メカオロチ)                                                     | 1 tháng 9 năm 2017   |
| 186                                    | (ラストブシニャンのジャポンの歩き方 「忍者」)                                | 1 tháng 9 năm 2017   |
| 187                                    | (バスターズトレジャー編 ＃９ ゾン・ビー・Ｃ（チョッパー） VS ネコ２世!?)     | 8 tháng 9 năm 2017   |
| 187                                    | (妖怪ゴージャス大使)                                                         | 8 tháng 9 năm 2017   |
| 187                                    | (百鬼姫のお忍び☆百鬼夜行)                                                    | 8 tháng 9 năm 2017   |
| 188                                    | (帰ってきたオニスターズ全員集合！ ～雪山編～)                                | 15 tháng 9 năm 2017  |
| 188                                    | "Yo-kai Kibandoll" (妖怪黄ばんドール)                                        | 15 tháng 9 năm 2017  |
| 188                                    | (おそるべき三者面談！)                                                       | 15 tháng 9 năm 2017  |
| 189                                    | (バスターズトレジャー編 ＃１０ 奇跡のオタカラダラケ遺跡)                     | 22 tháng 9 năm 2017  |
| 189                                    | "Yo-kai Dozilla" (妖怪ドジラ)                                                | 22 tháng 9 năm 2017  |
| 189                                    | "Yo-kai Brooklin" (妖怪ブルックりん)                                         | 22 tháng 9 năm 2017  |
| 190                                    | (バスターズトレジャー編 ＃１１ ねらわれしネコ２世)                           | 29 tháng 9 năm 2017  |
| 190                                    | (イナホの妖怪大運動会)                                                       | 29 tháng 9 năm 2017  |
| 190                                    | "Yo-kai Senpoku-kanpoku" (妖怪センポクカンポク)                              | 29 tháng 9 năm 2017  |
| 191                                    | (バスターズトレジャー編 ＃１２ モリモリソフトクリ遺跡)                       | 6 tháng 10 năm 2017  |
| 191                                    | "Yo-kai Hitoriyogari" (妖怪ひとりよがり)                                     | 6 tháng 10 năm 2017  |
| 191                                    | (オロチと子狸)                                                               | 6 tháng 10 năm 2017  |
| 192                                    | (バスターズトレジャー編 ＃１３ ヨコドリ団 トロッコバトル！)                  | 13 tháng 10 năm 2017 |
| 192                                    | "Yo-kai Yamatobokeru" (妖怪ヤマトボケル)                                     | 13 tháng 10 năm 2017 |
| 192                                    | "Yo-kai Darumacho" (妖怪だるまっちょ)                                        | 13 tháng 10 năm 2017 |
| 192                                    | (ラストブシニャンのジャポンの歩き方 「スシ」)                                | 13 tháng 10 năm 2017 |
| 193                                    | (バスターズトレジャー編 ＃１４ ハロウィンガブガブ遺跡)                       | 20 tháng 10 năm 2017 |
| 193                                    | (トムニャンのトリック・オア・トリックだミャウ！)                             | 20 tháng 10 năm 2017 |
| 194                                    | "Enma-daiō no Yōkai Harōuin da nyan!" (エンマ大王の妖怪ハロウィンだニャン！) | 27 tháng 10 năm 2017 |
| 195                                    | (バスターズトレジャー編 ＃１５ インディＶＳハイテク)                         | 3 tháng 11 năm 2017  |
| 195                                    | (ラストブシニャンの文化の日)                                                 | 3 tháng 11 năm 2017  |
| 195                                    | "Yo-kai Otohime" (妖怪乙姫)                                                  | 3 tháng 11 năm 2017  |
| 196                                    | (バスターズトレジャー編 ＃１６ 美しきイケメーン遺跡)                         | 10 tháng 11 năm 2017 |
| 196                                    | "Yo-kai Sakinobashi" (妖怪さきのばし)                                        | 10 tháng 11 năm 2017 |
| 196                                    | (妖怪ナルシス２世)                                                           | 10 tháng 11 năm 2017 |
| 197                                    | (バスターズトレジャー編 ＃１７ お年寄りはたいせつに)                         | 17 tháng 11 năm 2017 |
| 197                                    | "Yo-kai Supyo" (妖怪なみガッパ)                                              | 17 tháng 11 năm 2017 |
| 197                                    | (妖怪ヨロイさんとカブトさん)                                                 | 17 tháng 11 năm 2017 |
| 198                                    | (バスターズトレジャー編 ＃１８ イッカーダ遺跡の川くだりレース！)             | 24 tháng 11 năm 2017 |
| 198                                    | (妖怪どっちつかず)                                                           | 24 tháng 11 năm 2017 |
| 198                                    | (妖怪大合戦 土蜘蛛VS大ガマ 一回戦)                                           | 24 tháng 11 năm 2017 |
| 199                                    | (バスターズトレジャー編 ＃１９ アレ・バッチーノふたたび！)                   | 1 tháng 12 năm 2017  |
| 199                                    | (バスターズトレジャー編 ＃２０ ネコ２世の秘密)                               | 1 tháng 12 năm 2017  |
| 200                                    | (空飛ぶコマさんともしも世界の大冒険ズラ！)                                   | 8 tháng 12 năm 2017  |
| 200                                    | (バスターズトレジャー編 ＃２１ メリークルシミマス遺跡)                       | 8 tháng 12 năm 2017  |
| 201                                    | (妖怪オトナカイ)                                                             | 22 tháng 12 năm 2017 |
| 201                                    | (妖怪ジャンクコシノ)                                                         | 22 tháng 12 năm 2017 |
| 202                                    | (戌年ハッピイヌーイヤー！ しゅらコマあらわる！)                              | 5 tháng 1 năm 2018   |
| 202                                    | (バスターズトレジャー編 ＃２２ ハッピイヌー遺跡)                             | 5 tháng 1 năm 2018   |
| 202                                    | (じんめん犬のペットショップ)                                                 | 5 tháng 1 năm 2018   |
| 203                                    | (妖怪大合戦 土蜘蛛ＶＳ大ガマ 二回戦)                                         | 12 tháng 1 năm 2018  |
| 203                                    | (妖怪チクチクウニ)                                                           | 12 tháng 1 năm 2018  |
| 203                                    | (バスターズトレジャー編 ＃２３ 命がけの○×クイズ！)                           | 12 tháng 1 năm 2018  |
| 204                                    | (バスターズトレジャー編 ＃２４ 恐怖のしりとり)                               | 19 tháng 1 năm 2018  |
| 204                                    | (妖怪鬼食い)                                                                 | 19 tháng 1 năm 2018  |
| 204                                    | (百鬼姫のお見合い大作戦)                                                     | 19 tháng 1 năm 2018  |
| 205                                    | (妖怪シメッポイーナ)                                                         | 26 tháng 1 năm 2018  |
| 205                                    | (フミちゃんとおそうじ)                                                       | 26 tháng 1 năm 2018  |
| 205                                    | (バスターズトレジャー編 ＃２５ 沈黙の戦い)                                   | 26 tháng 1 năm 2018  |
| 206                                    | (バスターズトレジャー編 ＃２６ 最後の秘宝メダル！)                           | 2 tháng 2 năm 2018   |
| 206                                    | (妖怪カゲロー)                                                               | 2 tháng 2 năm 2018   |
| 206                                    | (妖怪ふじみ御前)                                                             | 2 tháng 2 năm 2018   |
| 207                                    | (バスターズトレジャー編 ＃２７ 大復活！ヨーデルセン！)                       | 9 tháng 2 năm 2018   |
| 207                                    | (バレンタインをスルーせよ！)                                                 | 9 tháng 2 năm 2018   |
| 208                                    | (バスターズトレジャー編 ＃２８ 最後の大大大決戦！)                           | 16 tháng 2 năm 2018  |
| 208                                    | (開幕！ハライタフェス！)                                                     | 16 tháng 2 năm 2018  |
| 209                                    | (妖怪やまタン)                                                               | 23 tháng 2 năm 2018  |
| 209                                    | (妖怪大合戦 土蜘蛛ＶＳ大ガマ 三回戦)                                         | 23 tháng 2 năm 2018  |
| 209                                    | (妖怪ヨッチャ～)                                                             | 23 tháng 2 năm 2018  |
| 210                                    | (妖怪リアクション大王)                                                       | 2 tháng 3 năm 2018   |
| 210                                    | (みんなで仲良くひなまつり)                                                   | 2 tháng 3 năm 2018   |
| 210                                    | (恐怖の貯金箱)                                                               | 2 tháng 3 năm 2018   |
| 211                                    | (バスターズトレジャー番外編 シンディの大大大冒険！)                          | 9 tháng 3 năm 2018   |
| 211                                    | (100年に一度のホワイトデー)                                                  | 9 tháng 3 năm 2018   |
| 211                                    | (妖怪草くいおとこ)                                                           | 9 tháng 3 năm 2018   |
| 212                                    | (妖怪大合戦 土蜘蛛ＶＳ大ガマ 四回戦)                                         | 16 tháng 3 năm 2018  |
| 212                                    | (妖怪激辛ボーイ)                                                             | 16 tháng 3 năm 2018  |
| 212                                    | (コマさんバス)                                                               | 16 tháng 3 năm 2018  |
| 213                                    | (コマさんコマじろうの日本全国もんげー旅 ＩＮ岡山)                            | 23 tháng 3 năm 2018  |
| 213                                    | (妖怪やまと)                                                                 | 23 tháng 3 năm 2018  |
| 213                                    | (最強！？ロボウィスパー誕生！)                                               | 23 tháng 3 năm 2018  |
| 214                                    | (妖怪のいる街)                                                               | 30 tháng 3 năm 2018  |
| Đây là tập cuối cùng của Yo-kai Watch. |                                                                              |                      |